# Eliberarea Belgradului
Eliberarea Belgradului, numită și Ofensiva Belgradului, (în sârbă Београдска операција, în sârbocroată Beogradska ofenziva, în rusă Белградская операция) a fost o operațiune militară efectuată între 14 septembrie și 24 noiembrie 1944, care a avut ca efect eliberarea Belgradului de sub ocupația Wehrmacht-ului german printr-o manevră comună a partizanilor iugoslavi și a Armatei Roșii sovietice. Ambele forțe ale Aliaților au desfășurat operațiuni separate, dar coordonate, prin care au reușit să-i alunge pe germani din zona Belgradului.
Grupul de Armate E al Wehrmacht-ului (corpurile Schneckenburger și Stern), care includea și trupele sârbe din coloana a cincea, cetnicii și Garda Națională Sârbă, a fost atacat dinspre vest de Corpul 1 Armată al partizanilor iugoslavi și dinspre nord de Frontul 3 Ucrainean (care includea, de asemenea, Armata 2 Bulgară) și de elemente din Frontul 2 Ucrainean. Obiectivul ofensivei Aliaților a fost distrugerea forțelor militare ale Grupului de Armate E din regiunea Suva Planina și ale celor ale Grupului de Armate F, de la est de râul Velika Morava, și, în final, eliberarea Belgradului.
Un obiectiv secundar al ofensivei a fost tăierea liniei de retragere a Grupului german de armată E din Grecia, Albania și regiunile sudice ale Iugoslaviei prin Belgrad către Ungaria, inclusiv pe calea ferată Salonic-Belgrad. Operațiunea a avut ca efect eliberarea unei mari părți a Serbiei și începerea retragerii definitive a germanilor din Balcani.

## Context belic

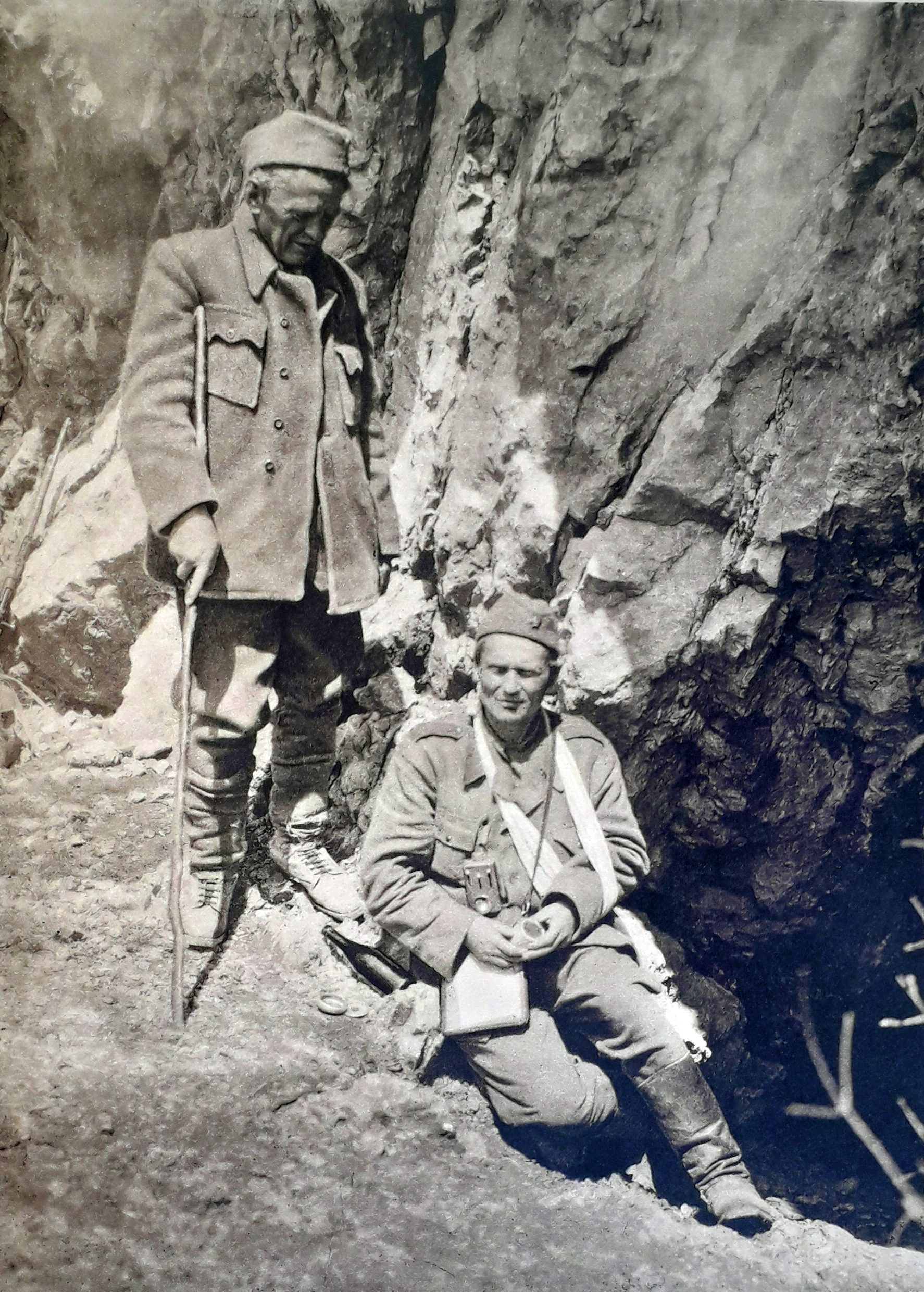
Tito (așezat) și Ivan Ribar, în timpul Bătăliei de pe Sutjeska din iunie 1943. Rezistența partizanilor în apropierea râului Sutjeska a marcat un punct de cotitură pe Frontul Iugoslav.

După invadarea Iugoslaviei de către Puterile Axei în aprilie 1941, au fost înființate noi diviziuni teritoriale. Orașul Belgrad a rămas capitala Serbiei ocupate, stat marionetă condus de un guvern pronazist: Guvernul Salvării Naționale al generalului Milan Nedić.
Curând au apărut în Iugoslavia mai multe mișcări de rezistență în fața ocupației, iar partizanii și cetnicii și-au asumat conducerea luptei împotriva Armatei Germane pe care au desfășurat-o inițial prin ambuscade și apoi prin provocarea unui război de gherilă. La sfârșitul anului 1942 cetnicii (monarhiștii care beneficiau de sprijinul regelui Petru al II-lea) au pierdut susținerea aliaților din cauza intereselor neclare și a apropierii de naziști.
În 1943 Frontul Iugoslav devenise deja un focar major al rezistenței antigermane, iar Armata de Partizani, aflată sub comanda lui Iosip Broz Tito, obținuse succese importante în bătăliile de la Neretva și Sutjeska. În toamna anului 1943 partizanii aveau o armată de aproximativ 300.000 de voluntari, organizată în 27 de divizii, și controlau mai mult de jumătate din teritoriul fostului Regat al Iugoslaviei.
Unul dintre acordurile semnate de Stalin, Roosevelt și Churchill (conducătorii marilor puteri aliate) la Conferința de la Teheran de la sfârșitul anului 1943 prevedea cooperarea aliaților cu partizanii „în cea mai mare măsură posibilă în aprovizionarea cu materiale de război și în operațiunile de comando”.

## Planificare
La începutul lunii septembrie 1944 două grupuri ale Armatei Germane erau dislocate în Balcani (Iugoslavia, Grecia și Albania): Grupul de armată E (zona de operații din sud) și Grupul de armată F (zona de operații din nord). Ca urmare a înfrângerii armatelor germane în A Doua Ofensivă Iași-Chișinău (după ce România și Bulgaria au trecut în tabăra opusă) și a avansării trupelor Armatei Roșii în Balcani, Grupul de armată E a primit ordin să se retragă spre Ungaria.
În urma Loviturii de stat din Bulgaria din 9 septembrie 1944, regimul monarhic fascist al Regatului Bulgariei a fost răsturnat de la putere și înlocuit cu un guvern al Frontului Patriotic condus de Kimon Gheorghiev. Odată ce noul guvern a ajuns la putere, Bulgaria a semnat armistițiul cu Aliații și a declarat război Germaniei Naziste. Acest fapt s-a dovedit a fi foarte important pentru evoluția frontului.
La sfârșitul lunii septembrie, Frontul 3 Ucrainean al Armatei Roșii, sub comanda mareșalului Fiodor Tolbuhin, s-a concentrat la granița Bulgariei cu Iugoslavia ocupată. Armata 57 Sovietică era staționată în zona Vidin a Bulgariei, în timp ce Armata 2 Bulgară (comandată de generalul Kiril Stancev și aflată sub comanda operațională a Frontului 3 Ucrainean) a fost trimisă către sud, spre linia de cale ferată de la Niš și intersecția frontierelor Bulgariei, Iugoslaviei și Greciei. Aceste mișcări de trupe au facilitat deplasarea Armatei 1 Partizani Iugoslavi pe teritoriul iugoslav pentru a sprijini operațiunile militare ale corpurilor 13 și 14, colaborând la eliberarea orașului Niš și sprijinind apoi înaintarea către Belgrad a Armatei 57 Sovietice. Armata 46 Sovietică din cadrul Frontului 2 Ucrainean a fost desfășurată în zona râului Teregova din România, pentru a întrerupe legătura feroviară între Belgrad și Ungaria la nord de orașul Vârșeț.
Operațiunile militare anterioare au fost realizate prin coordonarea între sovietici și comandantul șef al partizanilor iugoslavi, mareșalul Tito. Comandantul militar iugoslav a ajuns în România, care trecuse de partea Aliaților, pe 21 septembrie, iar de acolo a zburat la Moscova, unde s-a întâlnit cu Stalin. Întâlnirea a fost un succes, iar cei doi lideri ai Aliaților au ajuns la un acord cu privire la participarea trupelor bulgare la operațiunile militare care urmau să se desfășoare pe teritoriul iugoslav. În timpul acestei întâlniri, Tito le-a acordat sovieticilor permisiunea de a se stabili în nord-vestul țării pentru a-și continua acțiunile militare împotriva Germaniei Naziste, cu obligația de a pleca de acolo după încheierea operațiunilor.

## Desfășurare

Harta operațiunilor ofensive (septembrie-noiembrie 1944). Principalul obiectiv al mișcărilor sovietice (roșu) a fost să asigure eliberarea orașului Belgrad și înaintarea ulterioară către Budapesta, în timp ce forțele bulgare (verde) au căutat să taie căile de retragere ale germanilor din Grecia și să faciliteze înaintarea partizanilor dinspre sud. Partizanii (albastru), cu manevre din diferite părți ale țării, au finalizat operațiunea, inițiind eliberarea restului teritoriului iugoslav.

Înaintea începerii operațiunilor terestre, Armata Aeriană Sovietică 17 din cadrul Frontului 3 Ucrainean a primit ordin să împiedice retragerea trupelor germane din Grecia și din regiunile sudice ale Iugoslaviei. În acest scop, ea a efectuat în perioada 15-21 septembrie mai multe atacuri aeriene împotriva podurilor feroviare și a altor obiective importante din Niš, Skopje și Kruševo.
Operațiunile au început pe flancul sudic al Frontului, cu ofensiva Armatei 2 Bulgare în zona Leskovac-Niš, care s-a confruntat aproape imediat cu Divizia SS Vânători de Munte „Prinz Eugen”, obligând-o să se retragă. Două zile mai târziu, Armata 1 Partizani a învins o forță combinată formată din cetnici sârbi și membri ai Gărzilor Naționale Sârbe și a ocupat localitatea Vlasotince. Folosind brigada sa blindată ca vârf de lance, armata bulgară a ocupat la 8 octombrie pozițiile germane de la Bela Palanka, întâlnindu-se cu partizanii la Vlasotince două zile mai târziu. La 12 octombrie, Brigada Blindată Bulgară a reușit, cu sprijinul Brigăzii 15 a Diviziei 47 Partizani, să ocupe orașul Leskovac și a trimis un batalion de recunoaștere să traverseze Morava și să execute o misiune de explorare spre Niș. Obiectivul acestei operațiuni nu a fost atât să urmărească rămășițele Diviziei „Prinz Eugen” care se retrăgea în direcția nord-vest, ci să înceapă eliberarea provinciei Kosovo, prin care urma să se taie calea de retragere către nord a Grupului de Armate E, care era staționat în Grecia. Pe 17 octombrie principalele unități ale Armatei Bulgare au ajuns la Kuršumlija și și-au continuat deplasarea către Kuršumlijska Banja. Pe 5 noiembrie, după ce a reușit să ocupe pasul Prepolac cu pierderi grele, Brigada Blindată Bulgară a capturat orașul Podujevo, dar nu a putut ajunge la Priština decât în ziua de 21 noiembrie.
Armata 57 Sovietică și-a început atacul pe 28 septembrie în regiunea Vidin din Bulgaria, îndreptându-se în direcția Belgradului. Divizia 64 Infanterie a avansat pe la sud de Vidin pentru a traversa râul Velika Morava la Paraćin, în timp ce Divizia 68 a înaintat în același scop către Mladenovac, alăturându-se Corpului 14 Partizani. Studiile istorice referitoare la această operațiune evidențiază faptul că generalul sovietic Vladimir Jdanov a fost surprins de forța militară a contingentului iugoslav, nefiind bine informat cu privire la mărimea acestuia. Această unire a unităților militare s-a dovedit benefică pentru interesele aliaților, prin combinarea forței artileriei sovietice cu forța trupelor de infanterie a partizanilor iugoslavi, care cunoșteau teritoriul pe care urmau să înainteze.
Divizia 75 a înaintat spre Turnu Severin (România), acoperind flancul nordic al armatei care înainta spre Požarevac. Armata 57 Sovietică a fost susținută de Flotila Militară a Dunării, care a operat de-a lungul Dunării pe flancul nordic al frontului, asigurând transportul fluvial de trupe și echipament militar. Corpul 14 Partizani (cu sprijinul Armatei 17 Aeriene a Uniunii Sovietice) a străpuns, în urma unor lupte intense, apărarea inamică în munții din estul Serbiei. La 8 octombrie iugoslavii au înaintat spre Velika Morava, capturând două capete de pod la Velika Plana și Smederevska Palanka, unde a pătruns pe 4 octombrie Corpul 4 Mecanizat al Armatei Roșii, care fusese transferat din sud-estul Bulgariei pentru a participa dinspre sud la ofensiva către Belgrad. Între timp, ofensiva a fost continuată de partizanii din Divizia 1 Proletari și Divizia 12 Slavonia, care a capturat capetele de pod peste râul Sava, la vest de Belgrad.
În flancul nordic al ofensivei, Frontul 2 Ucrainean a acoperit Armata 57 Sovietică în încercarea ei de a încercui pozițiile defensive ale germanilor de la nord de Belgrad, tăindu-le liniile de aprovizionare pe calea ferată și de-a lungul Tisei. Sprijinit de Armata 5 Aeriană, Corpul 10 Infanterie a traversat râurile Timiș și Tisa, la nord de Pančevo, pentru a controla calea ferată Belgrad-Novi Sad. Mai la nord, Corpul 31 Infanterie al Armatei Roșii a înaintat spre Petrovgrad, iar Corpul 37 a traversat Tisa pentru a controla tronsonul feroviar dintre Novi Sad și Subotica, pregătind Ofensiva către Budapesta.

## Asaltul asupra Belgradului
La sfârșitul lunii septembrie, Armata 2 Panzer staționată în zonă, neputând iniția un contraatac, și-a retras unitățile spre vest, îndreptându-se spre Croația. Pe 27 septembrie 1944 mareșalul von Weichs a ordonat participarea tuturor locuitorilor la construcția fortificațiilor. Cu toate acestea, aflat în pericolul de a fi încercuit, el a mutat postul de comandă în partea de nord-vest a orașului și ulterior la Vukovar, în Croația ocupată.
Pe 4 octombrie, atunci când Armata Roșie și partizanii au ajuns în apropierea Belgradului, Guvernul Salvării Naționale a fost dizolvat, iar pe 6 octombrie generalul Nedić a fugit la Kitzbühel, în Austria ocupată, unde a primit protecție. Apărarea orașului a fost abandonată forțelor de ocupație germane. În cursul Proceselor de la Nürnberg s-a dovedit că militarii germani au primit ordinul să înceapă distrugerea sistematică a orașului și masacrarea unui număr cât mai mare de locuitori, dar înaintarea rapidă a partizanilor și sovieticilor a împiedicat punerea în aplicare a planului.
Corpul 4 Gardă Mecanizată al Armatei Roșii și Corpul 12 Partizani au străpuns rezistența inamică la sud de Belgrad pe 12 octombrie și s-au apropiat de oraș pe 14 octombrie. Iugoslavii au înaintat pe șoseaua către Belgrad, la sud de râul Sava, în timp ce Armata Roșie a pătruns prin marginea nordică a capitalei sârbe. Au avut loc lupte urbane grele pentru alungarea germanilor care se baricadaseră în principalele clădiri ale orașului. Principalul bastion al rezistenței a fost fortăreața Kalemegdan, care s-a predat după confruntări sângeroase. Asaltul final asupra orașului a fost întârziat din cauza dizlocării unor forțe aliate pentru a înfrânge rezistența câtorva mii de militari inamici, care se aflau izolați între Belgrad și Semendria (spre sud-est). La 20 octombrie 1944 Belgradul a fost complet eliberat de forțele comune iugoslave și sovietice.

## Consecințe

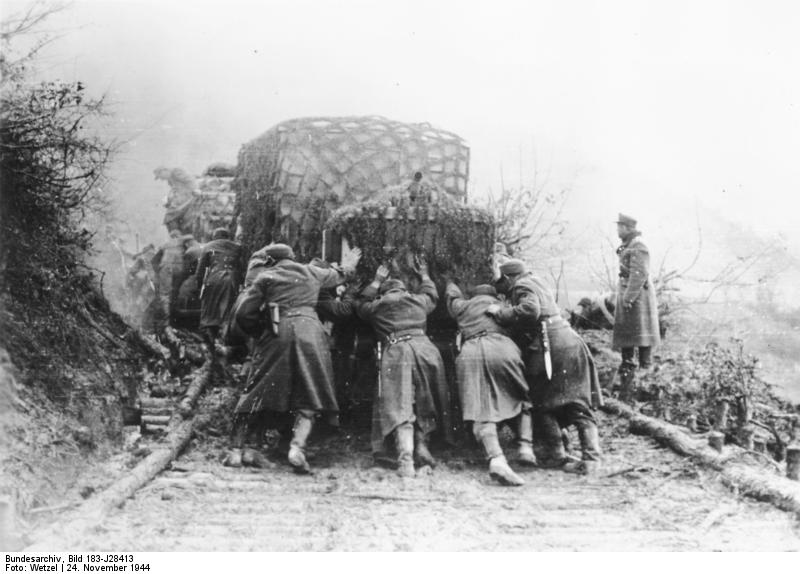
Eliberarea Belgradului a deschis definitiv drumul trupelor de partizani pentru eliberarea restului Iugoslaviei. În imaginea Bundesarchiv din 24 noiembrie 1944, au fost surprinse trupele Wehrmachtului în timpul retragerii lor în vecinătatea orașului Višegrad din estul Bosniei.

Capitularea Belgradului a adus cu ea o serie de evenimente care au precipitat retragerea forțelor militare germane din Balcani.
Corpul 13 Partizani, în colaborare cu Armata 2 Bulgară, a înaintat dinspre sud-est. Cele două unități au participat la operațiunile militare din zona orașelor Niș și Leskovac și au tăiat principala cale de evacuare a Grupului E al Armatei Germane, de-a lungul râurilor Velika Morava și Južna Morava. Grupul de Armate E a fost nevoit atunci să se retragă prin munții din Muntenegru și Bosnia și nu a putut să întărească forțele militare germane din Ungaria. La rândul său, unitățile Frontului 3 Ucrainean au intrat în Kraljevo și în cele din urmă au ocupat o porțiune a șoselei Salonic-Belgrad. Unitățile de partizani, împreună cu Corpul 10 Infanterie sovietic (Frontul 2 Ucrainean), au trecut Dunărea și au dezvoltat o ofensivă majoră dinspre nord-est împotriva ultimelor poziții ale Wehrmacht-ului din Belgrad. Au fost eliberate teritoriile de pe malul stâng al Tisei și al Dunării, precum și orașele Pančevo și Novi Sad.
Grupurile de Armate E și F s-au îndreptat apoi spre nord-vest, păstrând o cale secundară deschisă pentru evacuarea ultimelor forțe militare germane din Macedonia, Albania și Muntenegru. Ultimele unități ale Wehrmachtului din Balcani au început retragerea finală.
După Ofensiva de la Belgrad, partizanii au continuat eliberarea Iugoslaviei, iar până la sfârșitul anului jumătatea sudică a țării (Serbia, Macedonia, Muntenegru și Dalmația) a fost complet eliberată. În aprilie 1945 a avut loc eliberarea orașului Sarajevo, iar în luna următoare au fost eliberate Croația și Slovenia.

## Comemorări

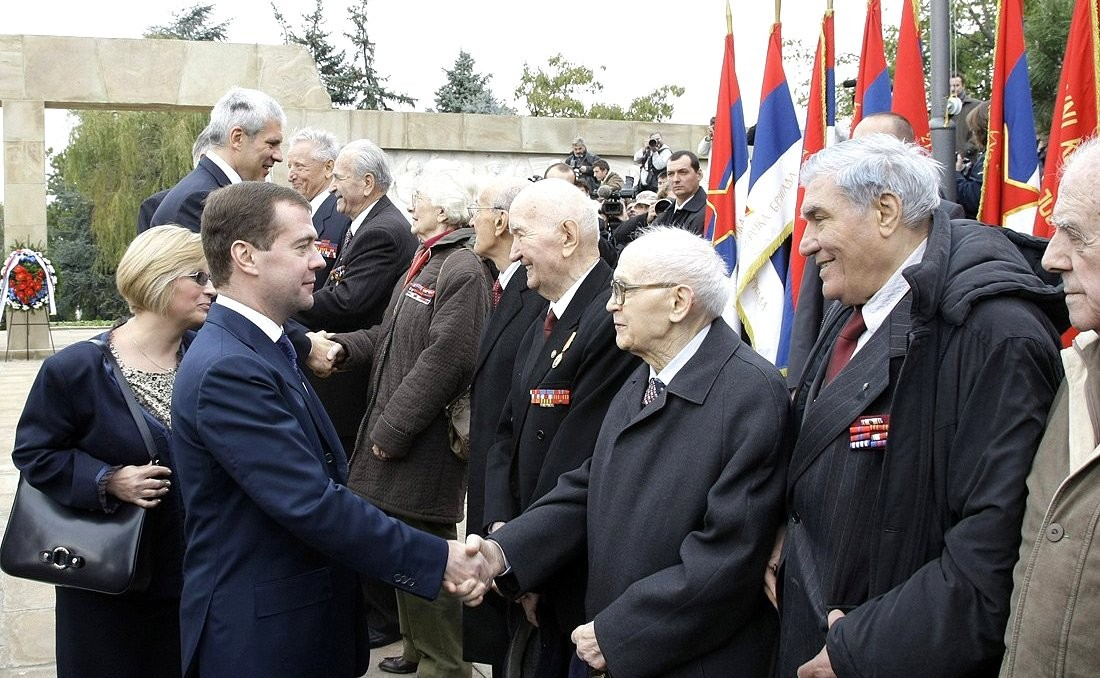
Președintele sârb Boris Tadić (în spate) și președintele rus Dmitri Medvedev îi salută pe veteranii sârbi ai celui de-al Doilea Război Mondial, lângă Monumentul Eliberatorilor Belgradului și Monumentul Soldaților Sovietici. Fotografie făcută la 20 octombrie 2009, cu ocazia aniversării a 64 de ani de la eliberare.

Eliberarea Belgradului reprezintă un eveniment de o importanță deosebită în istoria orașului, fiind rememorat prin numeroase monumente și defilări publice. În fiecare an, la data de 20 octombrie, are loc o comemorare a acestui eveniment în capitala Serbiei. O delegație a veteranilor sovietici, care călătoreau la Belgrad pentru a sărbători cei 20 de ani trecuți de la eliberarea orașului, au murit într-un accident de avion care a avut loc pe 19 octombrie 1964 pe Muntele Avala. Printre cei morți în acel accident s-au numărat Vladimir Jdanov, un general al Armatei Roșii care a participat la eliberarea Belgradului, și Serghei Biriuzov, șeful Marelui Stat Major al Armatei Sovietice. Pe locul impactului a fost înălțat Monumentul veteranilor de război sovietici, realizat de sculptorul sârb Jovan Kratohvil.
După război, unele străzi ale Belgradului au primit numele unor ofițeri și soldați sovietici care au participat la eliberarea orașului, dar după destrămarea Iugoslaviei, aceste nume au fost eliminate din nomenclatorul belgrădean. În 2010, cu ocazia aniversării a 65 de ani de la eliberare, autoritățile municipale au promis că vor restabili numele modificate în anii 1990.
La rândul său, Prezidiul Sovietului Suprem al URSS a instituit prin decret la 19 iunie 1945 Medalia pentru Eliberarea Belgradului, decorație care a fost acordată unui număr de aproape 70.000 de membri ai Armatei Sovietice care au participat la această operațiune militară. În 1994, Banca Centrală a Rusiei a emis monede comemorative în amintirea acestui eveniment.

## Forțele Aliate
Componența forțelor aliate care au participat la Eliberarea Belgradului a fost următoarea:

### Uniunea Sovietică

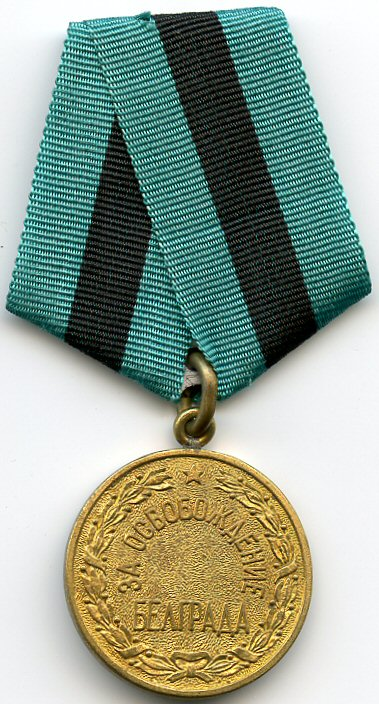
Medalia „Pentru eliberarea Belgradului” a fost acordată la aproximativ 70.000 de persoane: militari ai Armatei Sovietice, ai Marinei Sovietice, ai Ministerului de Interne (MVD) și membri ai Comitetului pentru Securitatea Statului (KGB) care au participat la eliberarea Belgradului.

- Frontul 3 Ucrainean (mareșal Fiodor Tolbuhin)
  - Corpul 4 Gardă Mecanizat (gen.-lt. Vladimir Jdanov)
    - Brigada 13 Gardă Mecanizată (lt-.col. Ghenadi Obaturov)
    - Brigada 14 Gardă Mecanizată (col. Nicodemius Nikitin)
    - Brigada 15 Gardă Mecanizată (lt-.col. Mihail Andrianov)
    - Brigada 36 Gardă Tancuri (col. Piotr Jukov)
    - Regimentul 292 Artilerie Autopropulsată (lt.-col. Semion Șahmetov)

  - Regimentul 352 Artilerie Autopropulsată (col. Ivan Tiberkov)
  - Brigada 5 Gardă Infanterie Motorizată (col. Nikolai Zavialov)
  - Brigada 23 Artilerie Howitzer (col. Savva Karpenko) din Divizia 9 Artilerie (gen.-mai. Andrei Ratov)
  - Brigada 42 Artilerie Antitanc (col. Konstantin Leonov)
  - Brigada 22 Artilerie Antitanc (col. Igor Danșin)
- Armata 57 (gen.-col. Nikolai Gaghen)
  - Corpul 75 Pușcași (gen.-mai. Andrian Akimenko)
  - Divizia 223 Pușcași (col. Ahnav Saghitov)
    - Divizia 236 Pușcași (col. Piotr Kulijski)

  - Corpul 68 Pușcași (gen.-mai. Nikolai Șkodunovici)
    - Divizia 73 Gardă Pușcași (gen.-mai. Semion Kozak)
- Flotila Militară a Dunării
  - Brigada de Ambarcațiuni Blindate (cpt. de rangul II Rank Pavel Derjavin)
    - Divizia 1 Gardă Ambarcațiuni Blindate (lt.comandor Serghei Barbotko)
    - Divizia 4 Gardă Ambarcațiuni Blindate (lt. secund Kuzma Butvin)

  - Forța de escortă de coastă (mr. Klementi Zidr)
- Armata 17 Aeriană (Vladimir Sudeț)
  - Corpul 10 Asalt Aerian (gen.-lt. aviator Oleg Tolstiakov)
    - Divizia 295 Vânătoare Aeriană (col. Anatoli Silvestrov)
    - Divizia 306 Asalt Aerian (col. Aleksandr Ivanov)
    - Divizia 136 Asalt Aerian (parțial, col. Nikolai Terecikov)
    - Divizia 10 Gardă Asalt Aerian (gen.-mai. aviator Andrei Vitruk)
    - Divizia 236 Vânătoare Aeriană (col. Vasili Kudriașov)
    - Divizia 288 Vânătoare Aeriană (parțial, col. Boris Smirnov)

### Partizanii iugoslavi
- Corpul 1 Partizani (gen.-lt. col. Peko Dapčević)
  - Divizia 1 Proletari (col. Vaso Jovanović)
  - Divizia 6 Proletari (col. Đoko Jovanić)
  - Divizia 5 Asalt (col. Milutin Morača)
  - Divizia 21 Asalt (col. Miloje Milojević)

- Corpul 12 Partizani (gen.-lt. Danilo Lekić)
  - Divizia 11 Krajina
  - Divizia 16 Vojvodina
  - Divizia 28 Slavonia
  - Divizia 36 Vojvodina

### Bulgaria

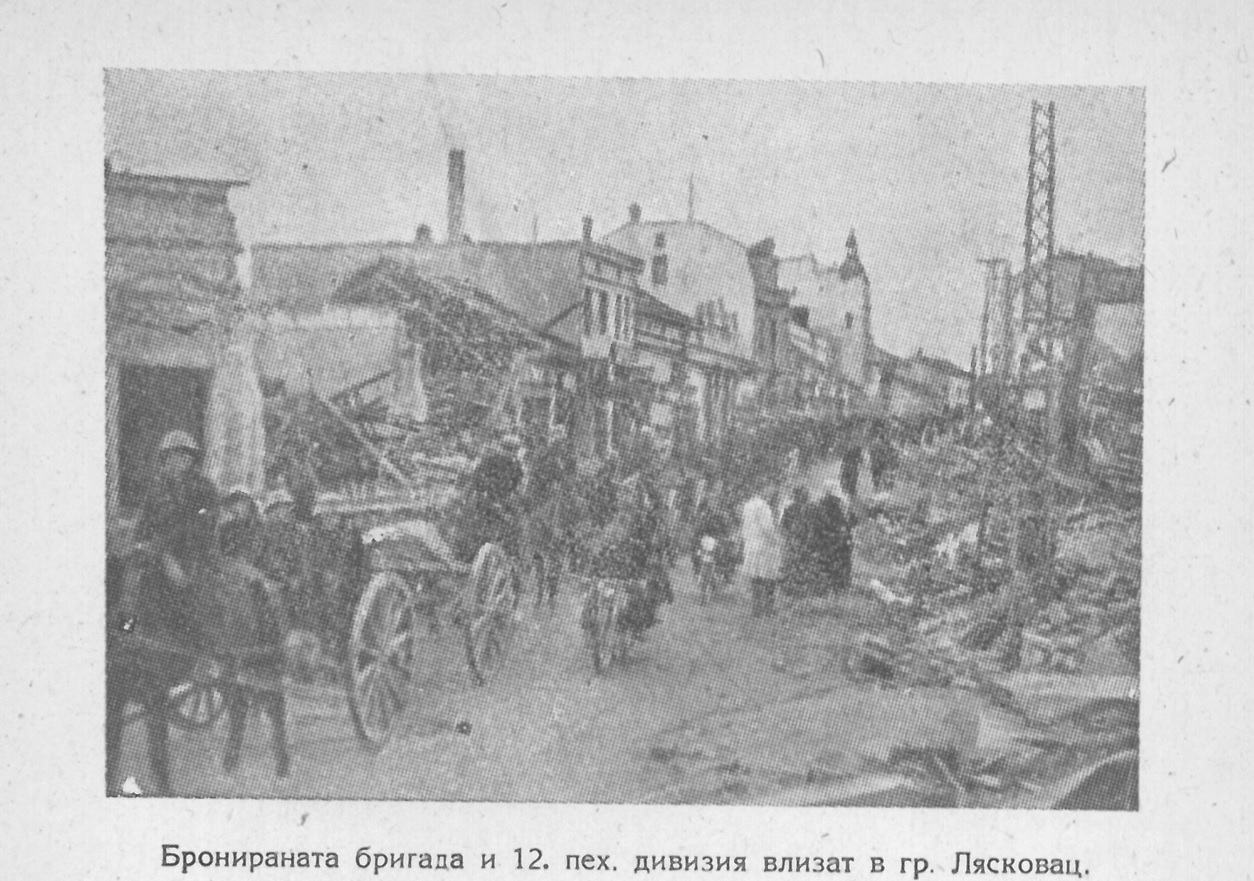
Trupele bulgare intrând în Leskovac.

- Armata 1 Bulgară (Vladimir Stoichev)
- Armata 2 Bulgară (Kiril Stancev)
- Armata 4 Bulgară (Asen Sirakov)